# Thallyson
Thallyson Augusto Tavares Dias, plus connu en tant que Thallyson, né le 1er décembre 1991 à Campo Alegre au Brésil, est un footballeur brésilien. Il évolue au poste d'arrière gauche.

## Biographie
Il joue sept matchs en Serie A brésilienne avec l'Esporte Clube Vitória.